# Gatlukaj
Gatlukaj (in lingua russa Гатлукай) è un centro abitato dell'Adighezia, situato nel Adygejsk (distretto urbano). La popolazione era di 1.535 nel 2019. Ci sono 15 strade.